# Бюда (Іллінойс)
Бюда (англ. Buda) — селище (англ. village) в США, в окрузі Бюро штату Іллінойс. Населення — 482 особи (2020).

## Географія
Бюда розташована за координатами 41°19′45″ пн. ш. 89°40′45″ зх. д. / 41.32917° пн. ш. 89.67917° зх. д. (41.329104, -89.679106).  За даними Бюро перепису населення США в 2010 році селище мало площу 2,60 км², уся площа — суходіл.

## Демографія
Згідно з переписом 2010 року, у селищі мешкало 538 осіб у 216 домогосподарствах у складі 148 родин. Густота населення становила 207 осіб/км².  Було 255 помешкань (98/км²).
Расовий склад населення:
| - 96,3 % — білих - 1,3 % — азіатів - 0,2 % — чорних або афроамериканців |

До двох чи більше рас належало 1,5 %. Частка іспаномовних становила 1,1 % від усіх жителів.
За віковим діапазоном населення розподілялося таким чином: 28,1 % — особи молодші 18 років, 57,0 % — особи у віці 18—64 років, 14,9 % — особи у віці 65 років та старші. Медіана віку мешканця становила 37,0 року. На 100 осіб жіночої статі у селищі припадало 84,9 чоловіків;  на 100 жінок у віці від 18 років та старших — 85,2 чоловіків також старших 18 років.
Середній дохід на одне домашнє господарство  становив 56 567 доларів США (медіана — 42 750), а середній дохід на одну сім'ю — 58 799 доларів (медіана — 42 000). Медіана доходів становила 37 500 доларів для чоловіків та 35 268 доларів для жінок. За межею бідності перебувало 15,4 % осіб, у тому числі 25,7 % дітей у віці до 18 років та 9,4 % осіб у віці 65 років та старших.
Цивільне працевлаштоване населення становило 307 осіб. Основні галузі зайнятості: роздрібна торгівля — 27,7 %, освіта, охорона здоров'я та соціальна допомога — 21,8 %, транспорт — 11,7 %, будівництво — 10,1 %.